# Tettau (Brandemburgo)
Tettau é um município da Alemanha, situado no distrito de Oberspreewald-Lausitz, no estado de Brandemburgo. Tem 8,80 km² de área, e sua população em 2019 foi estimada em 763 habitantes.